# ビデオシステム
ビデオシステム株式会社（英: Video System Co., Ltd.）は、かつて京都府京都市左京区に本社を置いていたゲーム会社。1984年12月、同じく京都に拠点を置いていたビスコから独立し設立。

## 概要
最初にリリースしたゲームは1985年発売のアーケード脱衣麻雀「ランジェリーハウス」。1987年にリリースした横スクロールシューティングゲーム「ラビオレプス」で麻雀以外のゲームにも進出した。
サウンド担当として同社に勤務していた細井聡司は、作品の傾向が変化した理由について「単純に、アダルトなビデオゲームは儲かったんだと思います（笑）。ですが、徐々に公序良俗的に良くないという雰囲気になり、アーケードが置かなくなってしまったので、シューティングなどの別ジャンルの開発に方向転換する必要が出てきたんだと思います。」とレッドブルとのインタビューの中で推測している。
1989年の春にはコンシューマー部門にも進出し、『ソニックウィングス』などの作品を送り出すが、1998年にリリースしたアーケードクイズゲーム「クイズ&バラエティすくすく犬福」を最後にアーケードゲーム市場からフェードアウト。2001年、ユービーアイソフト開発のWindows・PlayStation 2用レーシングゲーム「F1 Racing Championship」の発売を最後に、新作をリリースしていなかった。
2007年のアーケードゲーム「クイズ&バラエティ すくすく犬福2 もっとすくすく」のイントラクションカードにビデオシステムのロゴとコピーライト表示が確認できる（株式会社ハムスターと連名）。同社がこのゲームの開発に関わったか、単にライセンス面で名前が使われているだけなのかは不明だが、アーケード版の販促用チラシにはハムスター開発としか記されていない。また、主力スタッフであったソニックウィングス開発チームが独立し、彩京を設立したことや、業界全体に広まった開発費高騰による影響により経営難だった事から、事実上会社は消滅状態もしくは倒産したものと推測される。
ビデオシステム設立時の初代社屋（京都市中京区河原町二条にある園堂ビル）、業務拡大により手狭になった事で1990年には京都下鴨に二代目社屋（建物は現在学習塾として使われている）に移転している。後に業績が悪化した頃にはこれらの不動産を手放し安価で事務所を借りられる京都リサーチパークに移転していた模様。1980年代当時に運営していたゲームセンター（京都オリンピア）を含め全ての施設は2018年現在他社運営になってはいるが現存している。
2018年3月14日にハムスターがビデオシステムのゲーム等に関する権利譲渡契約を締結したことを発表した。
2025年1月28日、みなし解散の措置が執られた。

## 主な作品

### シューティング・アクション・その他
- 1987年
  - ラビオレプス
- 1989年
  - スーパーバレーボール
  - スーパーフォーミュラ・地上最速のバトル
- 1990年
  - スパイナルブレーカーズ
  - パイプドリーム
  - ハットリス
- 1991年
  - ウェルトリス
  - F1 GRAND PRIX
  - スーパーバレー'91
  - ターボフォース
  - 闘神BLAZERS
- 1992年
  - ソニックウィングス
  - スーパーバレーII
- 1993年
  - F1 GRAND PRIX PartII
  - タオ体道
  - 爆裂クラッシュレース
- 1994年
  - ソニックウィングス2
  - パワースパイクスII
  - キテレツ大百科 冒険大江戸ジュラ紀
- 1995年
  - ソニックウィングス3
  - スーパースラムズ -FROM TV ANIMATION SLAM DUNK-（発売元：バンプレスト）
  - キテレツ大百科 超時空すごろく
- 1996年
  - ソニックウイングスリミテッド
- 1997年
  - ガッポリン[5]
- 1998年
  - クイズ&バラエティすくすく犬福

### 麻雀・アダルトゲーム
- 1985年
  - ランジェリーハウス
- 1986年
  - お雀子クラブ
  - お雀子館
  - 雀卓 - 既存PCBのゲーム内容を差し替えるサブボード。ジャンゴウ用とナイトギャル用がある。開発はダイナコンピューターサービス。
- 1987年
  - お雀子館2番館
  - チャイニーズカジノ
- 1988年
  - アイドル麻雀放送局
  - お雀子ハイスクール
  - 麻雀ファンクラブ
  - 列島縦断 熱血雀師
- 1989年
  - 夏色麻雀
  - 麻雀クラブ
  - 麻雀夏物語
- 1990年
  - タロット麻雀
  - 麻雀大予言
- 1991年
  - 熱血麻雀宣言!AFTER5
  - アイドル麻雀ファイナルロマンス
  - みやすのんきのクイズ18禁
- 1995年
  - 対戦アイドル麻雀ファイナルロマンス2
  - 対戦アイドル麻雀ファイナルロマンスR
- 1998年
  - 対戦麻雀ファイナルロマンス4

### 発売中止
- 1992年
  - Erik the Viking (NES、Eurocom開発) - 1984年に発売された同名コンピュータゲームの移植。ゲームはほぼ完成していたが、日本のビデオシステムとイギリスのEurocomとの地理的・言語的な問題等の影響で発売中止となった[6]。
- 1996年
  - 3on3 ダンクマッドネス (アーケードゲーム) - 日本ではトーワジャパンから発売される予定だった[7]。
- 1999年
  - Harrier 2001 (NINTENDO 64、Paradigm Entertainment開発) - 『ソニックウィングス アサルト』と『F1 WORLD GRAND PRIX』を手掛けたParadigm Entertainment開発のフライトシミュレーター。1999年中の発売を目指し開発が進められていたが[8]、同年11月にビデオシステムが同作の発売を『無期限保留』することを発表[9]。ビデオシステムは『開発上の問題』と説明したが[9]、5月の時点でParadigm Entertainmentは、ビデオシステムが開発費の全額支払いを履行しなかったことを理由に同社を相手取った損害賠償請求訴訟を起こしていた[10][11]。